# Tanzanapseudes longiseta
Tanzanapseudes longiseta is een naaldkreeftjessoort uit de familie van de Tanzanapseudidae. De wetenschappelijke naam van de soort is voor het eerst geldig gepubliceerd in 1975 door Bacescu.